# (14790) Beletskij
(14790) Beletskij est un astéroïde de la ceinture principale.

## Description
(14790) Beletskij est un astéroïde de la ceinture principale. Il fut découvert le 30 juillet 1970 à Naoutchnyï par Tamara Smirnova. Il présente une orbite caractérisée par un demi-grand axe de 2,69 UA, une excentricité de 0,31 et une inclinaison de 6,3° par rapport à l'écliptique.

## Compléments